# 綠泥鱂
綠泥鱂為輻鰭魚綱鯉齒目鯉齒亞目花鳉科的其中一種，分布於中美洲海地西南部Miragoane湖流域，體長可達4公分，屬肉食性，生活習性不明。

## 擴展閱讀
維基物種上的相關：綠泥鱂